# An Lemmens
An Lemmens (Sint-Niklaas, 8 september 1980) is een Belgisch presentatrice.

## Carrière
Lemmens studeerde voor dierenartsassistente, maar begon haar carrière als verkoopster in een sportschoenwinkel. Ze werd door televisiezender TMF ontdekt tijdens een optreden van de band Moloko op Marktrock en voorgesteld als nieuwe TMF-vj op de TMF Awards 2003. Daarna presenteerde ze enkele jaren geleden samen met haar collega Olivier Coumans het afterschoolprogramma Zoom!. Later kreeg ze samen met Caren Meynen een gelijkaardig programma, Double Trouble. Hierna ging ze zich met een aantal andere dingen bezighouden. Zo maakte ze het programma An Tour, waarin ze samen met bekende bands een aantal dagen rondtoerde en interviews afnam. Ze werd ook vaste presentatrice van De Afrekening en begin 2007 kreeg ze opnieuw een afterschoolprogramma samen met haar collega Coumans: Oh My God!. Ze presenteerde ook de programma's LA Baby, Tattoo Tales en Dump Your Boyfriend. Ter nagedachtenis van de toen vele recente slachtoffers van zinloos geweld in Vlaanderen brachten Lemmens en Coumans op zaterdag 10 januari 2007 het programma Reaction: Zinloos Geweld, waarin ze samen met jongeren over de materie discussieerden.
In oktober 2007 maakte Lemmens de overstap naar de VMMa. Rond die tijd begon ze ook op radiozender Studio Brussel De Afrekening te presenteren. In het voorjaar van 2008 was Lemmens een van de quizmasters in VTM-programma De Grote Volksquiz. en presenteerde ze op 2BE de Vlaamse versie van het programma Lost in Tokyo. Tijdens de zomer van 2008 presenteerde Lemmens het festivalprogramma Festivalfever op 2BE en in het najaar nam ze de presentatie van het programma Topmodel over van Ingrid Seynhaeve.
Op 27 maart 2009 kreeg Lemmens bij de uitreiking van de Vlaamse Televisie Sterren de aanmoedigingsprijs Rijzende Ster uitgereikt door de Vlaamse Televisie Academie. Haar toenmalige echtgenoot Sean Dhondt huldigde haar met een adaptatie van Anne van Clouseau. In het najaar 2009 werd ze de copresentatrice van Dennis Weening in de talentenjacht So You Think You Can Dance,, uitgezonden door VTM en RTL 5. Ook in 2010, 2011, 2012 en 2013 waren Lemmens en Weening te zien als presentatoren van dit programma. In het voorjaar 2010 viel Lemmens op als deelnemer aan de danswedstrijd Sterren op de Dansvloer, waarin ze uiteindelijk de vijfde van de tien plaatsen behaalde. Vanaf september 2010 tot mei 2011 was ze het gezicht van het dagelijkse showbizzmagazine De dagshow op VTM. Op 25 februari 2011 kreeg Lemmens bij de uitreiking van de Vlaamse Televisie Sterren voor de tweede keer een prijs, ditmaal voor beste presentatrice. Naast een nieuw seizoen van So You Think You Can Dance presenteerde Lemmens in het najaar 2011 ook de talentenjacht The Voice van Vlaanderen, wat haar in 2012 wederom de Vlaamse Televisie Ster voor beste presentatrice opleverde.
In de zomer van 2012 stopte Lemmens als presentatrice van De Afrekening op Studio Brussel, waarna ze een jaar lang niet meer op de radiozender te horen was. Vanaf september 2013 is ze er echter opnieuw aan de slag en presenteert ze er iedere werkdag het namiddagblok aan de zijde van Sam De Bruyn. Verder is ze dat najaar op VTM voor het vijfde seizoen op rij te zien als presentatrice van So You Think You Can Dance en werkt ze ook mee aan de komische programma's Funnymals en VTM Telefoneert. In het voorjaar 2014 presenteerde ze de inmiddels derde jaargang van The Voice van Vlaanderen. In het najaar van 2014 is ze met Q-dj Kürt Rogiers begonnen het eerste seizoen van The Voice Kids te presenteren.
Sinds september 2015 presenteert Lemmens bij radiostation Qmusic. Ze is er elke zaterdagavond en zondagavond tussen 19 en 20 uur te horen in Weekend Special.
In 2016 presenteerde ze het Vlaamse programma Boxing Stars op VTM.
Sinds september 2018 presenteert ze elke zondag de Top 40 Hitlist bij Qmusic.
An Lemmens is ook te zien als jurylid (naast Dan Karaty, Stan van Samang en Niels Destadsbader tot 2019, naast Bart Peeters, Davy Parmentier en Ruth Beeckmans vanaf 2021) in het bekende tv-programma Belgiums got Talent sinds 2016.
An Lemmens presenteerde ook Boer zkt Vrouw De Wereld Rond van 2018 tot 2020. In de zomer van 2022 en 2023 presenteert ze op VTM het datingprogramma B&B zoekt Lief. In april 2023 presenteerde ze mee de Zwaarste Lijst op Studio Brussel.

## Televisie
| Jaar                    | Titel                                                                          | Opmerkingen |
| ----------------------- | ------------------------------------------------------------------------------ | --- |
| 2003 - 2007             | TMF Awards, Splash, Al Frisko, Dance, TMF Café, Tattoo Tales, Oh My God! (TMF) | Presentatrice/vj                                                                                                  |
| 2008                    | De Grote Volksquiz (VTM)                                                       | Presentatrice/sidekick                                                                                            |
| 2008                    | Lost in Tokyo (2BE)                                                            | Presentatrice |
| 2008                    | Festivalfever (2BE)                                                            | Presentatrice |
| 2008                    | Topmodel (2BE)                                                                 | Presentatrice |
| 2009 - 2015             | So You Think You Can Dance (VTM, RTL5)                                         | Presentatrice samen met Dennis Weening                                                                            |
| 2010                    | Sterren op de Dansvloer (VTM)                                                  | Deelneemster |
| 2010 - 2011             | De dagshow (VTM)                                                               | Presentatrice |
| 2011 - heden            | The Voice van Vlaanderen (VTM)                                                 | Presentatrice samen met Sean Dhondt (S1-3, S5-7), Sam De Bruyn (S4), Aaron Blommaert (S8) en Aster Nzeyimana (S9) |
| 2013                    | Funnymals (VTM)                                                                | Personality |
| 2013                    | VTM Telefoneert (VTM)                                                          | Personality |
| 2014                    | Lang Leve Nathalie Meskens                                                     | Als Ling |
| 2014 - 2022             | The Voice Kids (VTM)                                                           | Presentatrice samen met Kürt Rogiers (S2-3), Sieg De Doncker (S4-5) en Maksim Stojanac (S6)                       |
| 2015 - 2016             | Total Loss in het Bos (VTM)                                                    | Presentatrice |
| 2016, 2018 - 2019, 2021 | Belgiums Got Talent (VTM)                                                      | Jurylid |
| 2016 - 2019             | Rode Neuzen Dag XL (VTM)                                                       | Presentatrice |
| 2017                    | At The Festivals (Q2)                                                          | Presentatrice |
| 2017 - 2021             | Groeten uit... (VTM)                                                           | Presentatrice |
| 2016, 2018              | Boxing Stars (CAZ, VTM)                                                        | Presentatrice samen met Sean Dhondt (S2)                                                                          |
| 2018, 2020              | The Voice Senior (VTM)                                                         | Presentatrice |
| 2018 - 2020             | Boer zkt Vrouw (VTM)                                                           | Presentatrice samen met Dina Tersago                                                                              |
| 2020                    | Instafamous                                                                    | Zichzelf |
| 2020                    | Make Belgium Great Again (VTM)                                                 | Zichzelf |
| 2021                    | Code van Coppens                                                               | Deelneemster samen met Ann Van Elsen                                                                              |
| 2021                    | The Best Of (VTM)                                                              | Presentatrice |
| 2022, 2023              | B&B zoekt Lief                                                                 | Presentatrice |
| 2022                    | The Masked Singer                                                              | Gastspeurder |
| 2023                    | Een echte job                                                                  | Zichzelf |
| 2023                    | Make Up Your Mind                                                              | Presentatrice |

## Persoonlijk
Op 24 mei 2008 trouwde Lemmens met Nailpin-zanger en collega-presentator Sean Dhondt. Eind 2009 gingen ze uit elkaar. In 2011 had ze enkele maanden een relatie met acteur Kevin Janssens. Op 6 oktober 2012 huwde Lemmens voor de tweede maal, dit keer met kunstenaar Arne Quinze. Ze hebben samen één dochter. Dit huwelijk hield stand tot in juni 2015.

## Trivia
- Eind 2012 ontwierp Lemmens in samenwerking met modelabel JBC een kledingcollectie voor de feestdagen.[11]
- Lemmens staat bekend als een groot dierenliefhebber. In de zomer 2013 startte ze uit eigen beweging met het opvallende initiatief Pin Up Pup, waarbij ze - aan de hand van glamoureuze fotoshoots - op frequente basis asielhonden ter adoptie aanprijst via de sociale media.

Huidig (anno 2023):
Ulrike D'hauwer · Liam D'hert · Dorothee Dauwe · Tom De Cock · Jana De Wilde · Vincent Fierens · Yoren Linsen · Maxine Janssens · Nils Melckenbeeck · Loore Nelen · Regi Penxten · Jolien Roets · Emma Salden · Jan Thans · Maarten Vancoillie · Matthias Vandenbulcke · Paulien Van der Jeugt · Naomi Vanderpoorten · Vincent Vangeel · Liam Van Haverbeke · Dimitri Wouters
Voormalig (2001–2023):
Dorianne Aussems (2013–2014) · Rik Boey (2010–2013, 2015–2017) · Born (2015–2017) · Herbert Bruynseels (2001–2009) · Anke Buckinx (2007–2016) · Bab Buelens (2020) · Armin van Buuren (2021–2022) · Marcia Bwarody (2013–2017) · Joren Carels (2018–2020) · Séverine Champeaux (2013–2015) · Sam De Bruyn (2015–2020) · Erwin Deckers (2001–2008) · Jolien De Greef (2015) · Anneke De Keersmaeker (2002) · Felice Dekens (2011–2022) · Frederika Del Nero (2011–2012) · Nathalie Delporte (2001–2014) · Serge De Marre (2004–2015) · Eline De Munck (2012–2014) · Bart-Jan Depraetere (2001–2019) · Dries De Vis (2019–2020) · Inge De Vogelaere (2017–2020) · Sean Dhondt (2015–2023) · Elien D'hooge (2019–2021) · Yasmina El Messaoudi (2014–2015) · Evi Geysels (2010–2018) · Elizabeth Gesels (2016) · Violette Goemans (2015–2017) · Jenno Hallaert (2012–2015) · Wine Lauwers (2011–2019) · An Lemmens (2015–2019) · Kris Mannaerts (2006–2011) · Kristin Moers (2002–2003) · Marie Monballiu (2014–2021) · Sarah Mylle (2016–2020) · Johan Notebaert (2001–2002) · Wim Oosterlinck (2006–2020) · Sven Ornelis (2001–2016) · Hans Otten (2002–2003) · Xander Peeters (2011–2013) · Astrid Philips (2011–2014) · Elke Plancke (2012–2013) · Jarne Ponet (2023) · Alexandra Potvin (2001–2009) · Jarne Rediers (2021-2023) · Kürt Rogiers (2008–2015) · Thomas Rottier (2021-2023) · Carl Schmitz (2001–2014) · Elias Smekens (2013–2018) · Kenny Smet (2006–2011) · Toon Smet (2015–2018) · Sara Steegen (2011–2012) · Kenneth Stevens (2006–2016) · Loïc Thaler (2015-2016, 2018-2022) · Shalini Van den Langenbergh (2014–2018) · Julie Van den Steen (2021) · Joke van de Velde (2013–2015) · Elke Vanelderen (2005–2006) · Arne Vanhaecke (2015–2016) · Maureen Vanherberghen (2016–2023) · Elke Van Mello (2008–2010) · Francesca Vanthielen (2001–2002) · Erika Van Tielen (2006–2008) · Heidi Van Tielen (2015–2018) · Bjorn Verhoeven (2001–2012) · Peter Verhoeven (2001–2018) · Steffi Vertriest (2013–2015) · Kristien Wollants (2018–2020)